# Ramtrumma

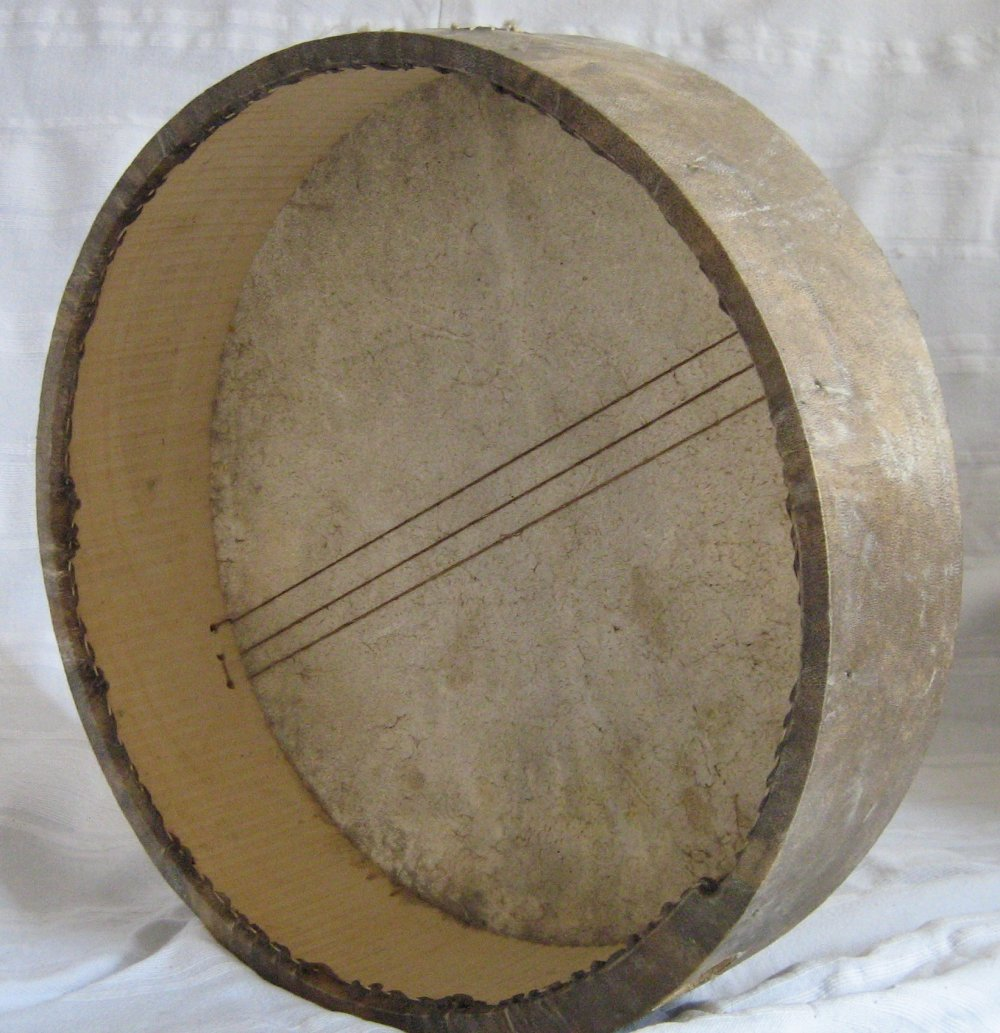
Bendir (ramtrumma).

Ramtrummor är en instrumentfamilj som är bland de äldsta i världen, och påträffas i stort sett på alla kontinenter. Oftast förknippas instrumenten med Mellanöstern, Nordafrika och Balkan där de används flitigt i många olika former inom både folk- och konstmusik.

## Utformning
En ramtrumma är som namnet anger, uppbyggd av en relativt tunn kropp överspänt med ett skinn, skinnet är oftast av get eller gris. En del ramtrummor är utrustade med sejare (som på en virveltrumma), med tamburinbleck, med ringar som slagverkaren kan få att exempelvis vidröra skinnet eller slå mot sargen genom att vinkla trumman på olika sätt och många andra varianter. Ramtrumman spelas med händerna eller med stockar (som den irländska Bodhrán). 

## Kulturell betydelse
Den samiska trumman är representant för ramtrummefamiljen och hur den kan användas som ceremonitrumma. 